# Kolia
Kolia är en underprefektur i Elfenbenskusten. Den ligger i departementet Kouto, i den nordvästra delen av landet, 400 km norr om huvudstaden Yamoussoukro.